# ベティーロード
ベティーロードは、株式会社ネクストトゥエンティワンが運営するレディースブランド腕時計を中心にブランドバッグ、ブランドジュエリーを展開する専門店。

## 概要
海外正規品の並行輸入店として、ROLEX、OMEGA、PATEK PHILIPPE など 200を超える世界中の一流ブランドから、CARTIER、CHANEL、BVLGARI、HERMES などのファッションメゾンによる腕時計、他一流ブランドのジュエリーやバック 小物類まで幅広いアイテムを取扱う、日本でも珍しいレディース腕時計の専門店。
最新モデルから、リーズナブルな価格のUSED、1点モノの稀少アンティーク時計まで、国内トップクラスの豊富な品揃え常時6,000点超の在庫数を誇る。買取り下取りにも対応。メンズ腕時計を扱う姉妹店「ジャックロード」を併設している。

## 沿革
- 1988年4月 - 中野ブロードウェイ3Fにインポート（輸入）雑貨「ベティーロード」出店。
- 1990年4月 - レディースウォッチ専門店「ベティーロード」にリニューアル。
- 1991年7月 - インディアンジュエリー専門店「ネイティブロード」出店。
- 1993年4月 - インディアンジュエリー専門店「ネイティブロード」閉店。
- 2015年7月 - 「ジュエリー店」出店、ブランドジュエリー販売開始。
- 2017年4月 - 運営会社が株式会社ベティーロードから株式会社ネクストトゥエンティワンに変わる。
- 2019年6月 - ブランドバッグ販売開始。
- 2020年5月 - 「ベティーロード」店舗リニューアル。
- 2020年6月 -「ベティーロード ジュエリー&バッグ」店舗リニューアル。
- 2020年7月 - 新たな商談ルーム新設、グランドオープン。

## 実店舗
ベティーロード BETTYROAD（レディースブランド腕時計専門店）
〒164-0001 東京都中野区中野5-52-15 ブロードウェイ3F
ベティーロード BETTYROAD（ブランドジュエリー・ブランドバッグ専門店）
〒164-0001 東京都中野区中野5-52-15 ブロードウェイ3F

## 関連会社
フジヤグループ
- 株式会社フジヤホールディングス
- 株式会社フジヤカメラ店
- ジャックロード JACKROAD（メンズブランド腕時計専門店）